# 심낙신
심낙신(沈樂臣, 1798년 ~ 1860년)은 조선 후기의 무신으로, 자는 경재(敬哉) 또는 사양(士良), 본관은 청송(靑松)이다.

## 가계
- 10대조 : 심광언 - 형조판서 · 우참찬, 호안공(胡安公)
- 9대조 : 심현 - 전생서 참봉 · 증 좌승지
- 8대조 : 심종범 - 진원현감 · 증 이조참판

- 5대조 : 심진 - 무과 급제 · 전라도 병마 절도사 · 증 병조판서, 장민공(壯愍公)

- 조부 : 심위진 - 무과 급제 · 선전관 · 증 병조참판
  - 아버지 : 심한영 - 무과 급제 · 경상좌도 수군 절도사 · 전라도 병마 절도사 · 오위도총부 부총관
    - 본인 : 심낙신 - 무과 장원급제 · 포도대장(捕盜大將) · 어영대장(御營大將) · 총융사(摠戎使) · 삼도수군통제사(三道水軍統制使)
      - 장녀 : 청송 심씨
      - 사위 : 연일 정씨 오위도총부 부총관 정운익(鄭雲翼)
      - 차녀 : 청송 심씨
      - 사위 : 능성 구씨 현감 구인선(具寅善)
      - 삼녀 : 청송 심씨
      - 사위 : 전주 이씨 무과 급제 이낙현(李樂賢)
      - 양자 : 심노수 - 무과 급제 · 현감
      - 며느리 : 해평 윤씨 - 수군절도사 윤의열(尹義烈)의 딸, 삼도수군통제사 윤득달(尹得達)의 손녀, 수군절도사 민종혁(閔宗赫)의 외손녀
        - 손자 : 심원택 - 무과 급제 · 수군절도사 · 제주목사
          - 증손자 : 심종협 - 경릉참봉 · 경기도 광주군수
            - 고손자 : 심원구
            - 고손며느리 : 평산 신씨 - 수군절도사 신종균(申從均)의 딸
            - 고손자 : 심홍구
            - 고손며느리 : 남원 양씨
            - 고손녀 : 청송 심씨
            - 고손서 : 안동 김씨 김창한(金昌漢)
            - 고손자 : 심형구(沈亨求, 1908년 6월 4일 ~ 1962년 8월 6일)
            - 고손며느리(초취) : 광산 김씨 - 김대현(金大鉉)의 딸
            - 고손며느리(재취) : 김해 김씨 김자경(金慈璟, 1919년 ~ 1999년) - 김영환(金永煥)의 딸

## 생애

### 조선 순조
1819년(순조 19년) 무과 식년시에 장원 급제하여 여러 관직에 제수되었다.

### 조선 헌종
1842년(헌종 8년) 경상좌도 병마절도사에 제수되었다.
1843년 함경도 병마절도사에 제수되었다.
1845년 경기도 수군절도사 겸 삼도 통어사 겸 교동 부사에 제수되었다.

### 조선 철종
1850년(철종 1년) 우변 포도대장에 제수되었다.
1857년 어영대장(御營大將)에 제수되었다.
1857년 좌변 포도대장에 제수되었다.
1858년 총융사(摠戎使)에 제수되었다.
1858년 삼도수군통제사(三道水軍統制使)에 제수되었다.

## 같이 보기
- 심광언
- 심종협
- 심형구

## 참조
- 《순조실록》
- 《헌종실록》
- 《철종실록》
- 《한국역대인물정보시스템》
- 《청송심씨대동보》

1. ↑  한국역대인물정보시스템[깨진 링크(과거 내용 찾기)]
2. ↑  헌종실록 9권, 헌종 8년 3월 24일 계유 1번째기사
3. ↑  헌종실록 10권, 헌종 9년 10월 17일 병진 2번째기사
4. ↑  헌종실록 12권, 헌종 11년 2월 6일 정유 2번째기사
5. ↑  철종실록 2권, 철종 1년 8월 21일 경진 5번째기사
6. ↑  철종실록 9권, 철종 8년 2월 24일 병오 1번째기사
7. ↑  철종실록 9권, 철종 8년 10월 22일 기사 1번째기사
8. ↑  철종실록 10권, 철종 9년 6월 9일 계축 1번째기사
9. ↑  철종실록 10권, 철종 9년 12월 17일 무오 1번째기사